# Jellico, Tennessee
Jellico, Tennessee (енгл. Jellico) град је у америчкој савезној држави Тенеси.

## Демографија
По попису из 2010. године број становника је 2.355, што је 93 (-3,8%) становника мање него 2000. године.
| Група             | 2000.         | 2010.         |
| Белци             | 2.350 (96,0%) | 2.228 (94,6%) |
| Афроамериканци    | 48 (2,0%)     | 43 (1,8%)     |
| Азијати           | 16 (0,7%)     | 26 (1,1%)     |
| Хиспаноамериканци | 9 (0,4%)      | 20 (0,8%)     |
| Укупно            | 2.448         | 2.355         |